# Liste der Landesgartenschauen in Bayern
In dieser Liste der Landesgartenschauen in Bayern sind alle Landesgartenschauen in Bayern aufgeführt, die seit dem Jahr 1980 stattgefunden haben. Zudem beinhaltet die Liste, soweit bekannt, geplante Landesgartenschauen.
| Jahr | LGS / kLGS | Artikel                                          | Ort                       | Bild | Bemerkungen |
| ---- | ---------- | ------------------------------------------------ | ------------------------- | ---- | --- |
| 1980 | LGS        |                                                  | Neu-Ulm/Ulm               |      | |
| 1985 | LGS        | Landesgartenschau Augsburg 1985                  | Augsburg                  |      | |
| 1988 | LGS        |                                                  | Dinkelsbühl               |      | |
| 1989 | LGS        | Landesgartenschau Straubing 1989                 | Straubing                 |      | |
| 1990 | LGS        |                                                  | Würzburg                  |      | gilt mit 2,5 Millionen Besuchern als die besucherreichste bayerische Landesgartenschau                                                                               |
| 1992 | LGS        | Landesgartenschau Ingolstadt 1992                | Ingolstadt                |      | |
| 1994 | LGS        | Landesgartenschau Hof 1994                       | Hof (Saale)               |      | |
| 1995 | kLGS       |                                                  | Waldkraiburg              |      | |
| 1996 | LGS        | Landesgartenschau Amberg 1996                    | Amberg                    |      | Siehe auch : Amberger Skulpturenweg |
| 1997 | kLGS       |                                                  | Arnstein                  |      | |
| 1998 | LGS        | Landesgartenschau Neumarkt in der Oberpfalz 1998 | Neumarkt in der Oberpfalz |      | |
| 1999 | kLGS       |                                                  | Neustadt bei Coburg       |      | |
| 2000 | LGS        | Landesgartenschau Memmingen 2000                 | Memmingen                 |      | 1,3 Millionen Besucher |
| 2001 | kLGS       |                                                  | Cham (Oberpfalz)          |      | |
| 2002 | LGS        | Landesgartenschau Kronach 2002                   | Kronach                   |      | |
| 2003 | kLGS       |                                                  | Roth                      |      | |
| 2004 | LGS        |                                                  | Burghausen                |      | |
| 2006 | LGS        | Landesgartenschau Marktredwitz-Cheb 2006         | Marktredwitz und Cheb     |      | erste grenzüberschreitende Gartenschau in Bayern |
| 2007 | kLGS       |                                                  | Waldkirchen               |      | |
| 2008 | LGS        |                                                  | Neu-Ulm                   |      | mit großen städtebaulichen Investitionen im Rahmen des Projekts Neu-Ulm 21                                                                                           |
| 2009 | kLGS       |                                                  | Rain                      |      | |
| 2010 | LGS        | Landesgartenschau Rosenheim 2010                 | Rosenheim                 |      | |
| 2011 | kLGS       |                                                  | Kitzingen                 |      | |
| 2012 | LGS        | Landesgartenschau Bamberg 2012                   | Bamberg                   |      | |
| 2013 | kLGS       | Landesgartenschau Tirschenreuth 2013             | Tirschenreuth             |      | |
| 2014 | LGS        | Landesgartenschau Deggendorf 2014                | Deggendorf                |      | |
| 2015 | kLgs       | Landesgartenschau Alzenau 2015                   | Alzenau                   |      | |
| 2016 | LGS        | Landesgartenschau Bayreuth 2016                  | Bayreuth                  |      | |
| 2017 | kLGS       |                                                  | Pfaffenhofen an der Ilm   |      | |
| 2018 | LGS        | Landesgartenschau Würzburg 2018                  | Würzburg                  |      | |
| 2019 | kLGS       | Landesgartenschau Wassertrüdingen 2019           | Wassertrüdingen           |      | |
| 2021 | LGS        | Landesgartenschau Ingolstadt 2021                | Ingolstadt                |      | Ursprünglich 2020 geplant. Wegen der COVID-19-Pandemie auf 2021 verschoben.                                                                                          |
| 2021 | kLGS       | Landesgartenschau Lindau 2021                    | Lindau (Bodensee)         |      | |
| 2023 | LGS        | Landesgartenschau Freyung 2023                   | Freyung                   |      | Nach Neuausschreibung, da Traunstein aufgrund eines Bürgerentscheids die Bewerbung zurückgeben musste. Wegen der COVID-19-Pandemie Verschiebung um ein Jahr auf 2023 |
| 2024 | LGS        | Landesgartenschau Kirchheim                      | Kirchheim                 |      | Findet unter dem Motto „Zusammen.Wachsen“ nach Neuausschreibung statt, da in Erlangen die Landesgartenschau per Bürgerentscheid abgelehnt wurde.                     |
| 2025 | LGS        | Landesgartenschau Furth im Wald 2025             | Furth im Wald             |      | Motto "Sagenhaft viel erleben" |

## In Planung
| Jahr | LGS / kLGS | Artikel                               | Ort            | Bild | Bemerkungen |
| ---- | ---------- | ------------------------------------- | -------------- | ---- | --- |
| 2026 | LGS        | Landesgartenschau Tittmoning 2026     | Tittmoning     |      | Schweinfurt und Tittmoning zogen sich 2022 bzw. 2024 von der Ausrichtung der Landesgartenschau 2026 zurück.                                                                  |
| 2027 | LGS        | Landesgartenschau Bad Windsheim 2027  | Bad Windsheim  |      | [ 8 ] |
| 2028 | LGS        | Landesgartenschau Donauwörth 2028     | Donauwörth     |      | 2022 wurde zunächst Penzberg ausgewählt. Aufgrund der angespannten Finanzsituation zog die Stadt die Zusage im Frühsommer 2024 zurück und Donauwörth sprang kurzfristig ein. |
| 2029 | LGS        | Landesgartenschau Günzburg 2029       | Günzburg       |      | [ 10 ] |
| 2030 | LGS        | Landesgartenschau Nürnberg 2030       | Nürnberg       |      | [ 10 ] |
| 2031 | LGS        | Landesgartenschau Schrobenhausen 2031 | Schrobenhausen |      | [ 10 ] |
| 2032 | LGS        | Landesgartenschau Langenzenn 2032     | Langenzenn     |      | [ 10 ] |